# Vico Ortiz
Vico Ortiz (San Juan, 10 de octubre de 1991) es un actor, drag king y activista puertorriqueño. Su papel más conocido es Jim Jimenez en la serie de televisión de HBO Max Our Flag Means Death.

## Primeros años y educación
Ortiz nació el 10 de octubre de 1991, en San Juan, Puerto Rico, lugar en el que se crió. Su lengua materna es el español y también sabe hablar inglés.
Se formó en la Academia Estadounidense de Artes Dramáticas en Los Ángeles.

## Trayectoria profesional
Ortiz inició su trayectoria actoral en 2011 al protagonizar el cortometraje Oprah's Audience Moves on. Durante los siguientes años, tuvo muchos papeles pequeños en otros cortos y programas de televisión.
Entre el 2017 y el 2018, Ortiz le dijo a su agente que quería aceptar roles de cualquier género, ya fueran de género no binario o no. Una vez conseguido el papel de alguna persona que no fuera queer, empezó a sugerir a los guionistas la posibilidad de que sus personajes fueran no binarios y algunos programas aceptaron hacer el cambio.
En 2018, protagonizó la serie web queer Recon, sobre un grupo de adolescentes que asisten a una escuela secreta de espías, en el papel de Ren St. Claire, uno de los personajes principales. Posteriormente, ese mismo año protagonizó dos episodios del programa de televisión Vida.
En 2019, protagonizó otra serie web queer titulada These Thems, en la que interpretó a Vero, un personaje no binario que traba amistad con una mujer de 30 años que acaba de salir del armario. Ortiz también escribió los subtítulos en español para el programa.
En 2021, tuvo papeles recurrentes tanto en The Sex Lives of College Girls como en S.O.Z. Soldados o Zombies.
En 2022, tuvo su primer papel principal en la serie Our Flag Means Death. Ortiz interpreta a una persona de género no binario que se dedica a la piratería en esta comedia queer centrada en la relación romántica entre Barbanegra y Stede Bonnet, que no tardó en convertirse en un gran éxito. Ortiz afirma que las interacciones con sus fans le han cambiado la vida, y que sintió que se le daba permiso para someterse a una mastectomía bilateral de afirmación de género después de ver fan art de su personaje, Jim, sometiéndose a una cirugía de afirmación de género con el cocinero de la serie y supuesto cirujano, Roach (interpretado por Samba Schutte).

## Vida personal
Ortiz es una persona de género no binario y sus pronombres son they/them en inglés y elle/le/e en español. En un episodio del podcast Gender Reveal, afirmó que era una persona de género fluido y no binario, y comparó su género con una cama de agua, "en constante movimiento, pero de forma divertida".
Actúa como drag king, y se hace llamar "Vico Suave". Su personaje está inspirado tanto por su cultura hispana/caribeña como estadounidense, y por los "hombres que se sienten cómodos con su feminidad", como Ricky Martin, Marc Anthony y Bad Bunny. Además actúa también como otro drag king llamado AJ en su boy band Backstreet Butches. La carrera de drag king de Ortiz empezó cuando una de sus amistades le convenció para participar en un espectáculo sin ni siquiera saber lo que era el drag.
Ortiz es activista en temas tales como tener derecho al voto federal puertorriqueño, el antirracismo y el género neutro en la lengua española.

## Filmografía

### Televisión
| Año  | Título                                           | Rol                     | Notas          |
| ---- | ------------------------------------------------ | ----------------------- | -------------- |
| 2014 | Transparente (serie de televisión)               | Cindy                   | 1 episodio     |
| 2015 | The Fosters (serie de televisión estadounidense) | Amigo de Cole           | 1 episodio     |
| 2018 | Vida (serie de televisión)                       | Tasha                   | 2 episodios    |
| 2019 | American Horror Story                            | Rudy                    | 1 episodio     |
| 2020 | Todo va a estar bien                             | Lyndsey                 | 2 episodios    |
| 2021 | The Sex Lives of College Girls                   | Tova                    | Rol recurrente |
| 2021 | S.O.Z. Soldados o Zombis                         | Sargento Vicky Valencia | Rol recurrente |
| 2022 | Our Flag Means Death                             | Jim Jiménez             | Protagonista   |

| Año  | Título      | Rol           | Notas        |
| ---- | ----------- | ------------- | ------------ |
| 2018 | Recon       | Ren St. Clara | Protagonista |
| 2019 | These Thems | Vero          | Protagonista |